# Buvol pralesní
Buvol pralesní (Syncerus caffer nanus) je africký tur. Je nejmenším poddruhem buvola afrického. Jeho přirozeným domovem jsou africké rovníkové pralesy, kde se živí zejména travami. Jeho hlavním přirozeným nepřítelem je levhart skvrnitý. Buvol pralesní váží až přes 300 kg, dosahuje délky 3 m a výšky v kohoutku 1–1,3 m.